# Конституция Азербайджанской Республики
Конституция Азербайджанской Республики (азерб. Azərbaycan Respublikasının Konstitusiyası) — основной закон Азербайджанской Республики. Принята 12 ноября 1995 года путём всеобщего народного референдума. Имеет высшую юридическую силу, прямое действие и верховенство на всей территории Азербайджана.

## История

### Конституция 1921 года
Первая Конституция Азербайджана (Азербайджанской ССР) была принята 19 мая 1921 года на I Всеазербайджанском съезде Советов. Конституция 1921 года закрепила диктатуру городского и сельского пролетариата. Составленная по образцу Конституции РСФСР, она закрепила руководящую роль рабочего класса в органах государственной власти. 
Высшей властью Республики провозглашался Азербайджанский съезд Советов. В период между съездами высшей властью наделялся Азербайджанский Центральный Исполнительный Комитет (АзЦИК). АзЦИК соединял в себе законодательную, исполнительную и надзорную функции. АЗЦИК образовывал Совет Народных комиссариатов и Народные комиссариаты.
Новая редакция Конституции Азербайджана была принята 14 марта 1925 года на IV Всеазербайджанском съезде Советов.

### Конституция 1927 года
Вторая Конституция Азербайджана. Дополнила и расширила положения Первой Конституции. Был учреждён Верховный Суд. Количество Комиссариатов Совета Народных Комиссаров Азербайджанской ССР сократилось до 11. Учреждено Азербайджанское центральное статистическое управление.

### Конституция 1937 года
Собравшийся 10 марта 1937 года IX Всеазербайджанский съезд Советов, обсудил проект новой Конституции Азербайджанской ССР и 14 марта утвердил новую конституцию республики. Новая конституция отражала национальные, экономические, политические и исторические особенности республики.

### Конституция 1978 года
21 апреля 1978 года на Внеочередной VII сессии Верховного Совета Азербайджанской ССР девятого созыва принята Конституция Азербайджанской ССР.
Конституция детализировала положения организации хозяйства и деятельности Азербайджанской ССР.

## Действующая Конституция
После обретения Азербайджаном независимости возникла необходимость в подготовке новой конституции. Путём всенародного референдума 12 ноября 1995 года принята первая Конституция независимого Азербайджана.
24 августа 2002 года путём всенародного голосования (референдума) внесены первые изменения в Конституцию Азербайджана. 
18 марта 2009 года на референдуме приняты поправки к 29 статьям Конституции.
26 сентября 2016 года путём всенародного голосования приняты поправки в Конституцию, согласно которым в Азербайджане учреждена должность Вице-президента страны, президентский срок увеличен с 5 до 7 лет, также Президент наделён правом распускать Милли Меджлис (Национальное Собрание).

### Цели принятия Конституции
Народ Азербайджана, продолжая многовековые традиции своей государственности, руководствуясь принципами, отражёнными в Конституционном Акте «О Государственной Независимости Азербайджанской Республики», желая обеспечить благополучие всех и каждого, утвердить справедливость, свободу и безопасность, осознавая свою ответственность перед прошлым, нынешним и будущим поколениями, используя своё суверенное право, торжественно заявляет о следующих своих намерениях:
- Защищать независимость, суверенитет и территориальную целостность Азербайджанской Республики;
- Гарантировать в рамках Конституции демократический строй;
- Достичь утверждения гражданского общества;
- Построить правовое, светское государство, обеспечивающее верховенство законов как выражение воли народа;
- Обеспечить всем достойный уровень жизни в соответствии со справедливым экономическим и социальным порядком;
- Сохраняя приверженность общечеловеческим ценностям, жить в условиях дружбы, мира и безопасности с другими народами и в этих целях осуществлять взаимовыгодное сотрудничество.
- Во имя перечисленных выше высоких намерений путём всенародного голосования — референдума принимается настоящая Конституция.

### Содержание Конституции
- Раздел первый: Общие положения
  - Глава I. Власть народа
  - Глава II. Основы Государства
- Раздел второй: Основные права, свободы и обязанности
  - Глава III. Основные права и свободы человека и гражданина
  - Глава IV. Основные обязанности граждан
- Раздел третий: Государственная власть
  - Глава V. Законодательная власть
  - Глава VI. Исполнительная власть
  - Глава VII. Судебная власть
  - Глава VIII. Нахичеванская Автономная Республика
- Раздел четвёртый: Местное самоуправление
  - Глава IX. Муниципалитеты
- Раздел пятый: Право и закон
  - Глава X. Система законодательства
  - Глава XI . Изменения в Конституции Азербайджанской Республики
  - Глава XII. Дополнения в Конституцию Азербайджанской Республики
- Переходные положения